# 330-talet

## Händelser
- Konstantin den store låter flytta Romerska rikets huvudstad till Konstantinopel.

## Födda
- 331 – Jovianus, kejsare av Rom.
- 331 – Julianus Apostata, kejsare av Rom.
- 335 – Magnus Maximus, kejsare av Rom.

## Avlidna
- 31 december 335 – Silvester I, påve.
- 7 oktober 336 – Markus, påve.
- 22 maj 337 – Konstantin den store, kejsare av Rom.